# Мардаровка (Подольский район)
Марда́ровка (укр. Марда́рівка) село в Подольском районе Одесской области Украины.

## История

### Гражданская война
С конца 1918 года отряды Гришина-Алмазова и французской армии перешли к реквизициям продовольствия у крестьян Одесского уезда, что вызвало восстание крестьян (20 февраля 1919 года) в районе Беляевка — Маяки — Яски и захват восставшими крестьянами Овидиополя. В некоторых районах Ананьевского и Тираспольского уездов установились безвластие и хаос, что привело к появлению многочисленных крестьянских отрядов, выступающих против любой власти. Эффект захвата Тирасполя партизанским отрядом в 200 человек показал неспособность армий интервентов бороться с крестьянством. В феврале 1919 года повстанцы захватили Беляевку и станцию Мардаровка. Повстанцы Тилигуло-Березовского и Ананьевского отрядов громили все структуры власти в этом районе, нападая на белогвардейские и антантовские отряды. На борьбу с восставшими крестьянами командование бросило около двух тысяч антантовских и белогвардейских штыков.

## Объекты социальной сферы
В селе имеются:
- больница;
- полная средняя школа;
- детский сад;
- дом культуры;
- дом творчества (ул. Зелёная, 17).

## Транспорт
В селе есть железнодорожная станция Мордаровка. Через станцию курсируют электропоезда из Одессы (идут через ж\д станцию «Раздельная» до ст. «Мардаровка», Вапнярское направление) и Подольска.
Также курсируют автобусы из Подольска от остановки у рынка.

## Экономика
На территории Мардаровки находится центральная усадьба колхоза им. Ленина, за которым закреплено 4,3 тыс. га сельскохозяйственных угодий, в том числе 3,5 тыс. га пахотной земли. Хозяйство специализируется на откорме крупного рогатого скота и свиней. Имеются мельница, маслобойня, пилорама, механическая и столярная мастерские, топливный склад, сельхозпредприятия, в том числе заготовительно-зерновой комплекс.